# Корпорація (фільм)
Корпорація (англ. The Corporation) — канадський документальний фільм сценариста Джоел Бакан, режисера Марка Акбара та Дженніфер Еббот. «Корпорація» вийшла на екрани в усьому світі: на телебаченні, через DVD та ресурси обміну файлами. Джоел Бакан також написав книгу «Корпорація: патологічна гонитва за прибутком і владою» (ISBN 0-7432-4744-2) під час зйомок документального фільму.

## Сюжет
Фільм розповідає на прикладі американських корпорацій про механізм діяльності корпорації, вплив на життя людей та довкілля, а також про те, до чого це призводить. Фільм поєднує ряд інтерв'ю глав корпорацій та громадських активістів і фрагменти документальних зйомок. Загальна мета фільму показати застарілість механізму діяльності корпорації, який був винайдено в далеких 30-х в США як панацея від економічних наслідків Великої депресії. 
Художня сюжетна лінія фільму прирівнює корпорацію як юридичну особу до психічнохворої фізичної особи (підстави для такого порівняння — юридичні особливості американського законодавства), поступово наводяться реальні докази цього: фанатична діяльність по отриманню надприбутку будь-якою ціною, неможливість передбачити негативні наслідки діяльності (забруднення довкілля, виснаження ресурсів) та ін.
У фільмі також виступають громадські активісти, які висловлюють своє бачення проблеми взаємодії корпорації з довкіллям та суспільством та пропонують шляхи їх вирішення.
Інтерв'ю дають глави корпорацій, деякі з яких розуміють необхідність змін в підході до організації корпоративного механізму виробництва і виражають готовність до їх реалізації, інші глухо торочать про необхідність нарощування виробництва і надання робочих місць.
| Фільми | Це незавершена стаття про кінофільм. Ви можете допомогти проєкту, виправивши або дописавши її. |